# Allomyrina
Allomyrina – rodzaj chrząszczy z rodziny poświętnikowatych i podrodziny rohatyńcowatych.
Chrząszcze o ciele długości od 27 do 41 mm. Oskórek mogą mieć nagi, porośnięty szczecinkami lub żółtawymi łuskami. Czułki zbudowane są z dziesięciu członów i zakończone krótką buławką. Nadustek jest ścięty lub wykrojony. Żuwaczki mają wierzchołki wyostrzone, niezmodyfikowane, pozbawione wycięcia. Dymorfizm płciowy jest silnie zaznaczony. Samce mają na czole i przedpleczu rozwidlone wyrostki zwane rogami. U samic na czole widnieją tylko dwa guzki, a przedplecze zaopatrzone jest we wgłębienie. Punktowanie powierzchni pokryw jest delikatne i nie tworzy podwójnych rządków. Przednia para odnóży ma golenie z trzema ząbkami, smuklejsze u samców niż u samic. Stopy przedniej pary u samców nie są rozszerzone. Golenie tylnej pary mają na krawędziach wierzchołkowych po dwa krótkie i szerokie zęby. Pygidium jest słabo lub silnie wypukłe.
Owady te znane są z Chin, Filipin i Borneo.
Rodzaj obejmuje dwa opisane gatunki:
- Allomyrina davidis (Deyrolle & Fairmaire, 1878)
- Allomyrina pfeifferi (Redtenbacher, 1867)